# Kancjonał z 1521
Kancjonał z 1521 – zaginiony polski kancjonał z XVI wieku.
Informację o kancjonale podał w 1820 Michał Hieronim Juszyński w publikacji Dykcjonarz poetów polskich. Wypisał z niego sześciozwrotkową pieśń wielkanocną pt. Krystus z martwych wstał je, a także pieśni bożonarodzeniowe: Chrystus się nam narodził oraz Kiedy krol Herod krolował.